# Grégoire Deniau
Pour les articles homonymes, voir Deniau.
Grégoire Deniau, né le 6 octobre 1961, est journaliste et l'un des correspondants de guerre français les plus réputés.

## Biographie
Grégoire Deniau est le fils de Jean-François Deniau cet ancien ministre ambassadeur, député,commissaire européen et créateur du Prix Sakharov pour la Liberté de l'esprit, également baroudeur et lui-même journaliste à ses heures. Grégoire Deniau revient vivre en métropole à 16 ans après avoir vécu un peu partout dans le monde.
Il est titulaire de trois maîtrises de droit et monte une société d’élevage de vers de terre avant de se lancer dans une carrière journalistique.
Il vit à Cour-Cheverny.

## Carrière
Il commence avec un stage à TF1, des piges sur la Cinq et des reportages sur les favelas pendant ses congés. En 1989, il couvre la chute du mur de Berlin contre l’avis du directeur de l’info . Remarqué pour son travail, il fera le premier sujet de LCI, depuis le Rwanda. Dix ans plus tard, il s’installe à France 2, chaine pour laquelle il réalise quelques-uns de ses reportages les plus renommés:
Une traversée de la Méditerranée avec des clandestins sur une barque; le siège de Falloudja vu – cas unique – du côté irakien; un reportage dans la jungle pour retrouver la minorité hmong cernée par l’armée laotienne… La force du témoignage et la rareté des images ne laissent pas indifférent le spectateur.
Deniau est également l'auteur, avec Cyril Payen, d'un reportage effectué en 2005 sur le peuple Hmong, pris dans un génocide au Laos.
Le 17 septembre 2008, il est limogé de la direction de la rédaction de France 24, en même temps que son collègue Bertrand Coq par Christine Ockrent pour avoir organisé, sans l'accord de sa direction, un débat sur les théories du complot à propos des attentats du 11 septembre 2001,,.
Il est également entraîneur du club de rugby de Bracieux.

## Prix et récompenses
Il a reçu le prix Albert-Londres en 2005 pour son documentaire Traversée clandestine sur le passage d'Africains depuis les côtes marocaines vers les îles espagnoles des Canaries sur des embarcations de fortune.